# Crimini e misfatti al computer
Crimini e misfatti al computer (Computer Crimes and Capers) è una raccolta di racconti di fantascienza del 1983, curata da Isaac Asimov, Martin H. Greenberg e Charles G. Waugh.
La raccolta rappresenta una testimonianza su come cambi la considerazione dei computer con l'andare del tempo.

## I racconti
- Introduzione: il crimine si aggiorna (Crime Up to Date, 1983) di Isaac Asimov
- Amore ti amo (Darl I Luv U, 1962) di Joe Gores
- La fine degli spinaci (And End of Spinach, 1981) di Stan Dryer
- I computer non discutono (Computers Don't Argue, 1965) di Gordon R. Dickson
- Ponti d'oro (Goldbrick, 1978) di Edward Wellen
- Policomputer (Computer Cops, 1969) di Edward D. Hoch
- Sam Hall (Sam Hall, 1953) di Poul Anderson
- I bastoni fra le ruote (Spanner in the Works, 1963) di J.T. McIntosh
- Un'ora di investigazioni (While-U-Wait, 1978) di Edward Wellen
- Il burocrate (Getting Across, 1973) di Robert Silverberg
- Tutti i problemi del mondo (All the Troubles in the World, 1958) di Isaac Asimov

## Contenuti
La raccolta rappresenta un'importante testimonianza su come cambi la considerazione dei computer con l'andare del tempo, precorrendo molti temi del movimento letterario cyberpunk.
Nei racconti più datati il computer è visto come un dio pagano, enorme e pieno di cavi, che vuole conquistare e dominare il genere umano. In Amore ti amo una semplice telescrivente decide il destino dei dipendenti degli uffici militari statunitensi, mentre in Sam Hall addirittura il computer controlla le azioni di ogni uomo sulla Terra, sia reale... che inventato.
Già con l'avvento degli anni settanta, quando ci si rese conto che le macchine potevano essere utili invece che "nemici", i computer sono visti come mezzi e non come entità senzienti. In Un'ora di investigazioni si ipotizza l'uso informatico per acquisire informazioni in giro per il mondo, preannunciando il futuro uso di Internet.
In Policomputer si tratteggia la figura del "poliziotto informatico", costretto a fare i conti con le cattive intenzioni di chi usa i computer, e non dei computer stessi.
I racconti tracciano un percorso culturale che va dal ritenere i computer "nemici dell'uomo" ad affidare loro le sorti dell'umanità, una conversione al dio pagano e tecnologico che sarebbe stata seriamente ridimensionata negli anni a seguire, sia da 2001: Odissea nello spazio (1968) di Arthur Clarke che dalle apocalittiche atmosfere dei romanzi cyberpunk.

## Edizioni
Il libro è stato pubblicato in Italia il 21 gennaio 1996 nella collana fantascientifica Urania (n. 1275).